# Spoorlijn Humenné – Stakčín

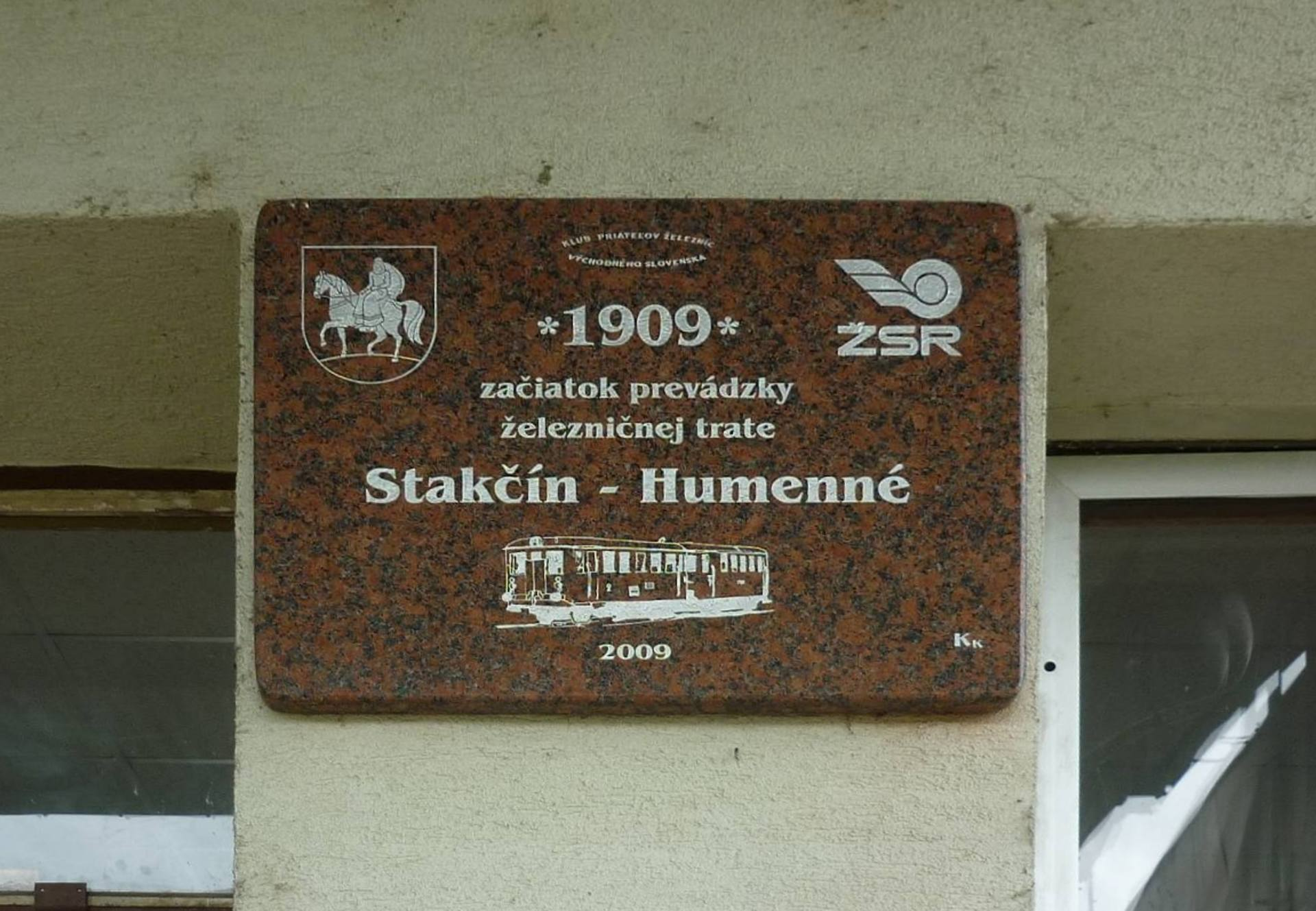
Herdenkingsplaat in het station Stakčín voor het honderdjarig bestaan van de spoorlijn

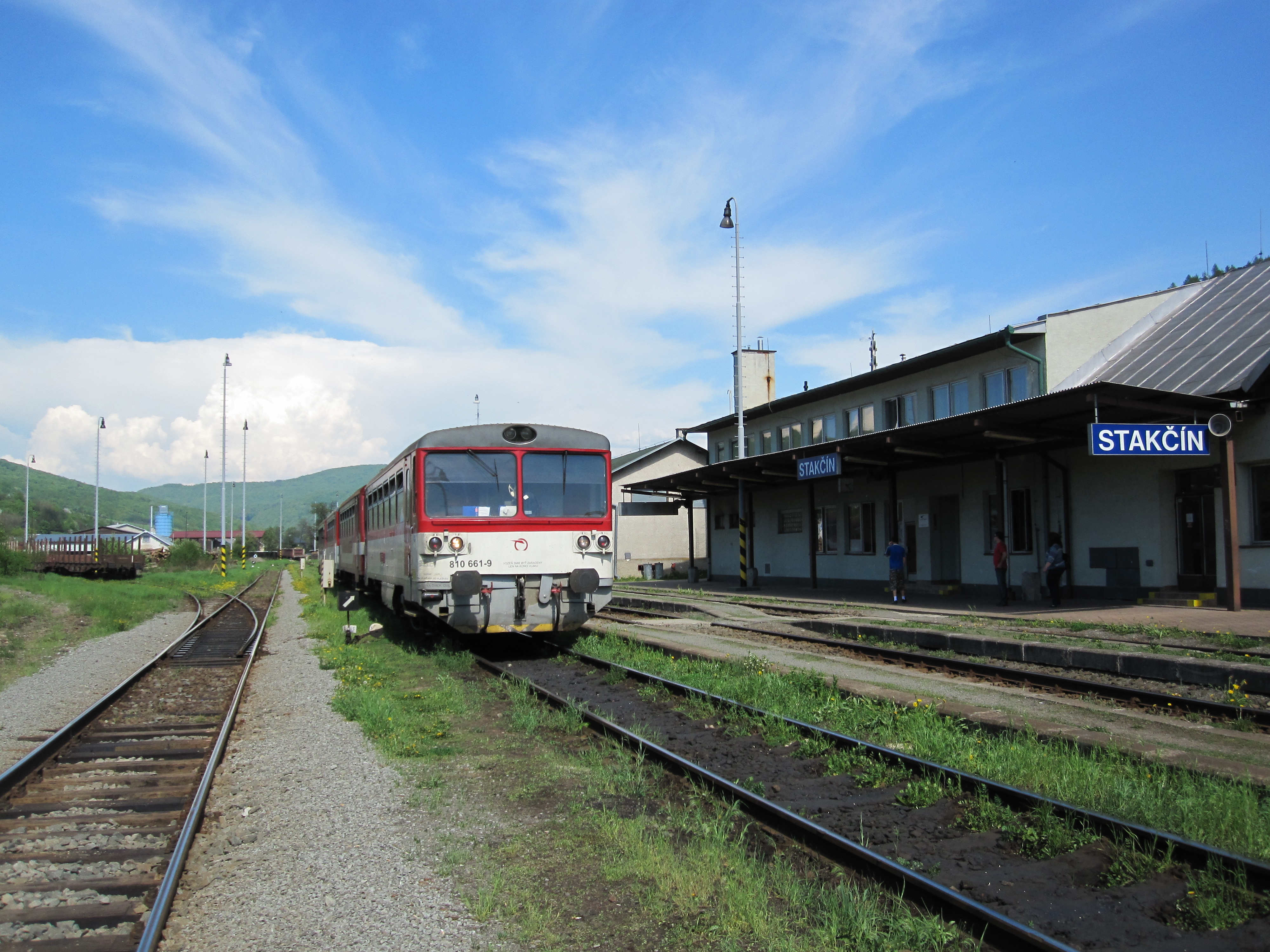
Passagierstrein in het station Stakčín

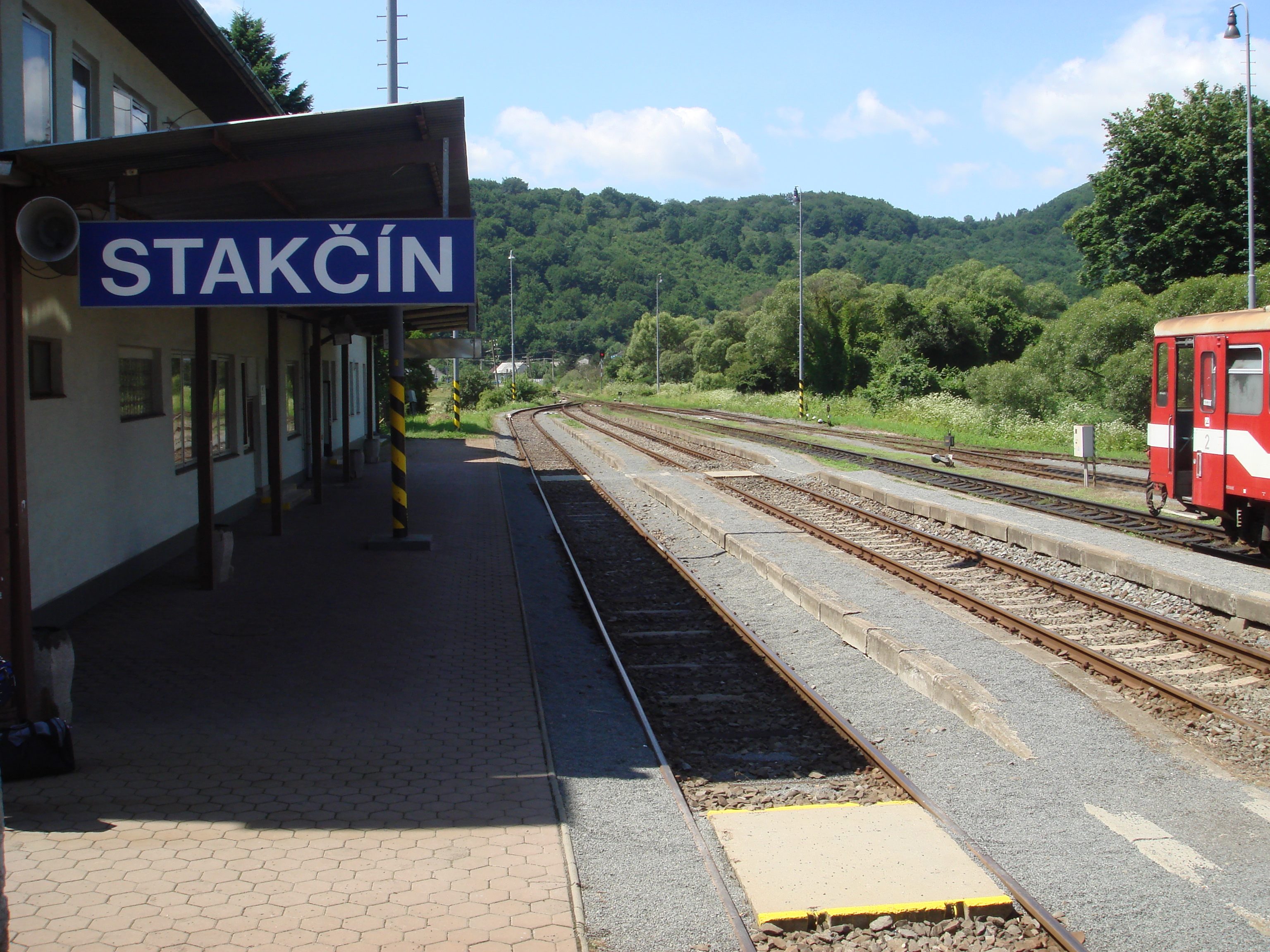
Station Stakčín.

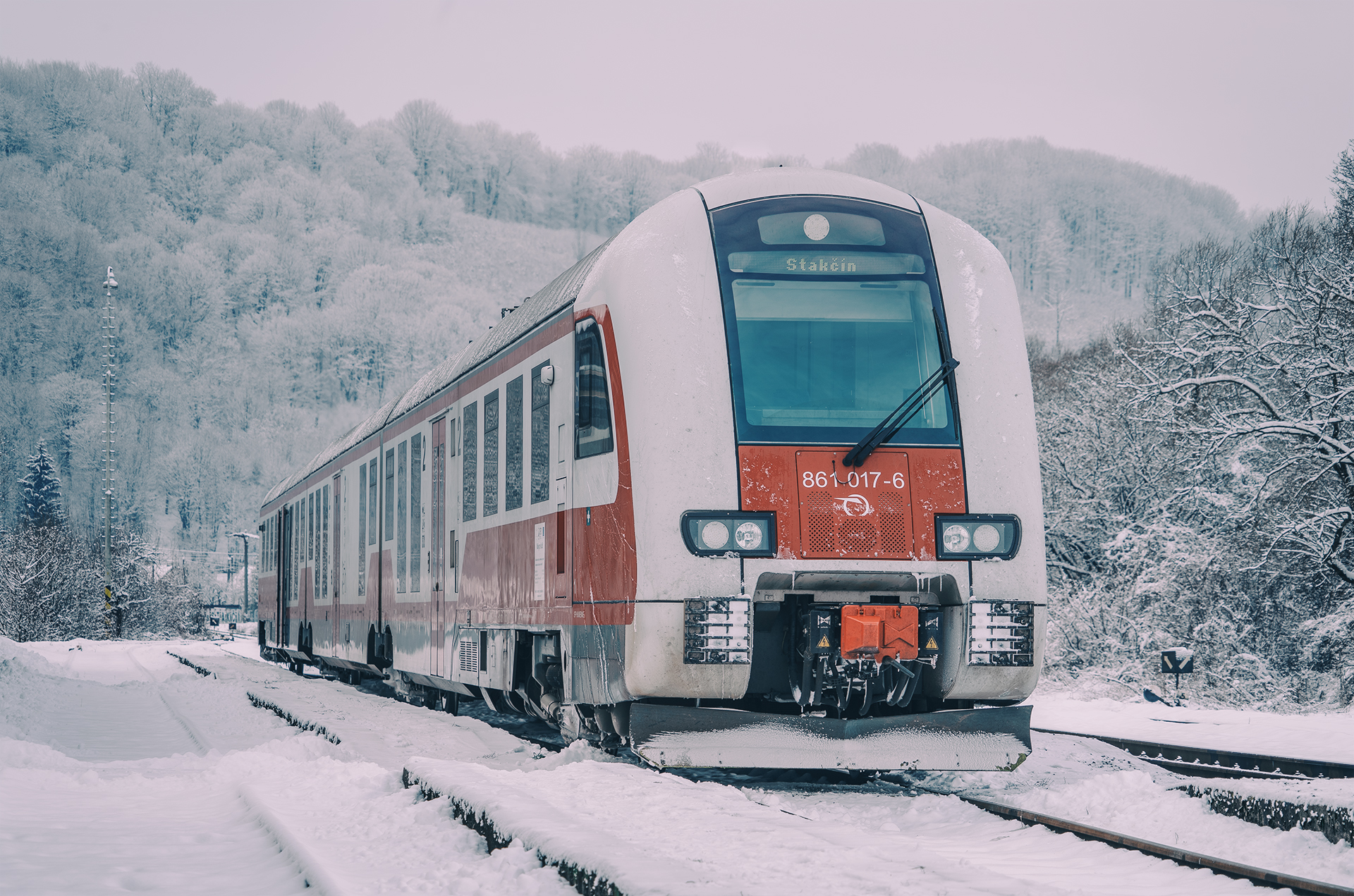
Passagierstrein in het station Stakčín (januari 2021)

De spoorlijn Humenné – Stakčín (lijn 196) is een enkelsporige lijn (26,763 km) in het oosten van Slowakije. De lijn begint bij het treinstation van Humenné, splitst na de halte Humenné mesto af van lijn 191 en leidt in ongeveer oostelijke richting verder naar Kamenica nad Cirochou, Snina en Stakčín.

## Geschiedenis
De eerste plannen voor de aanleg dateren uit de jaren 1890. Pas in 1909 werd een concessie verleend en de bouw begon onmiddellijk. De uitbreiding van de spoorlijn naar het naburige dorp Ruské  was eveneens gepland, maar de bouwwerken werden onderbroken ingevolge de Eerste Wereldoorlog.
De aanleg van het spoor langsheen de rivier Cirocha  verliep zonder noemenswaardige moeilijkheden. Behalve de constructie van 86 bruggen en duikers waren er geen grote grondwerken nodig. De bouwkosten bedroegen 3.460.000 Kronen, en de eerste passagiers reden over de lijn op 30 november 1909.
De lijn is een belangrijke schakel tussen Humenné en Snina, en bedient gelijktijdig de kleinere gemeenten langs het spoor.

## Treindienst
Passagierstreinen (omnibus) rijden elke twee uur.
De goederentreinen vervoeren in hoofdzaak hout dat gewonnen wordt in de omliggende bossen.

## Stations en haltes
Aan de lijn liggen de volgende stations (s) en haltes: 
| Afstandspunt | Station/stopplaats         | Commentaar                                                                    |
| ------------ | -------------------------- | ----------------------------------------------------------------------------- |
| 64,498       | Humenné (s)                | vertakking met de lijnen: • 191 (Michaľany – Łupków) • 193 (Prešov – Humenné) |
| 65,027 0,532 |                            | afstandspunt                                                                  |
| 0,889        | Humenné mesto              | vertakking met lijn 191 (Michaľany – Łupków) naar Łupków                      |
| 4,495        | Hažín nad Cirochou         |                                                                               |
| 6,824        | Kamenica nad Cirochou (s)  |                                                                               |
| 7,705        | Kamenica nad Cirochou dvor | vertaling: Kamenica nad Cirochou tuin                                         |
| 10,645       | Modra nad Cirochou         |                                                                               |
| 12,224       | Dlhé nad Cirochou (s)      |                                                                               |
| 13,200       | Dlhé nad Cirochou obec     | vertaling: Dlhé nad Cirochou gemeente                                         |
| 16,705       | Belá nad Cirochou          |                                                                               |
| 19,400       | Snina predmestie           | vertaling: Snina voorstad                                                     |
| 21,284       | Snina mesto                | vertaling: Snina stad                                                         |
| 22,778       | Snina (s)                  |                                                                               |
| 26,763       | Stakčín (s)                |                                                                               |